# Lettlands försvarsmakt
Lettlands försvarsmakt, Latvijas Nacionālie bruņotie spēki, är Lettlands väpnade styrkor. Landets försvar består dels av fast anställd personal i en snabbinsatsstyrka, dels av en personalreserv som relativt snabbt kan mobiliseras vid behov. Försvarsmakten består av vapenslagen armén, marinen, flygvapnet och hemvärnet. Försvarsmaktens huvuduppgifter är att försvara landets territorium, delta i internationella insatser och förebygga hot mot Lettlands säkerhet.

## Historik

### Frihetskriget och mellankrigstiden (1919–1940)

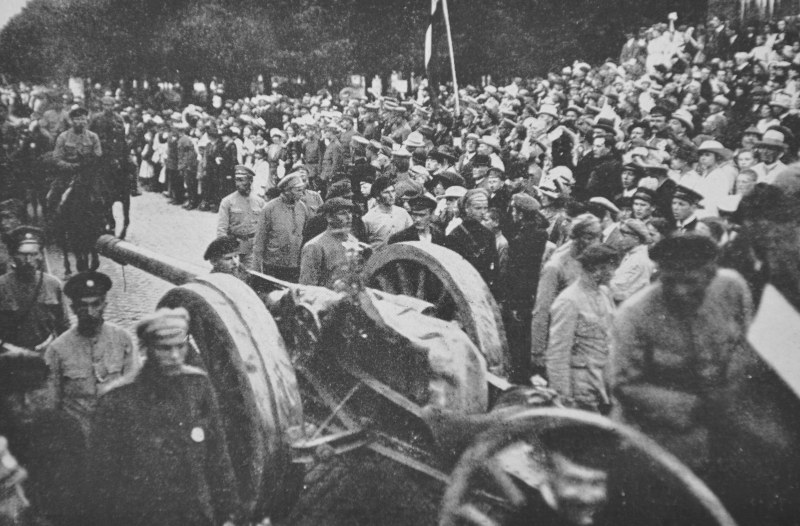
Norra Lettlandsbrigaden 1919

Lettlands försvarsmakt bildades ursprungligen strax efter Lettlands självständighetsförklaring i november 1918 efter första världskrigets slut. Det officiella datumet är 10 juli 1919, då de tidigare norra respektive södra Lettlandsbrigaderna, som båda var lojala med Lettlands interimsregering, slogs samman. Den erfarne officeren, general Dāvids Sīmansons, blev dess förste överbefälhavare. Då lettiska frihetskriget slutade 1920 bestod den lettiska armén av 69 232 man.
Under landets första frihetstid (1919-1940) bestod försvarsmaktens utrustning främst av brittisktillverkade vapen. Den genomsnittlige lettiske infanterisoldaten tros i genomsnitt ha varit tvungen att bära 31,4 kg utrustning vintertid och 29,1 kg sommartid. Infanteriets huvudbeväpning utgjordes av det brittiska geväret Pattern 1914 Enfield och varje infanterist hade en grundtilldelning om 45 patroner av 7.7 mm kaliber. Soldaterna hade även tillgång till tre olika handgranatstyper. Den lettiska armén hade på olika sätt fått tag på en mängd olika automatvapen av olika kaliber; krigsbyte från fienden under frihetskriget, som bistånd under första världskriget samt genom officiella inköp. Bland vapnen märktes lätta kulsprutor från den franska tillverkaren Chauchat, det danska kulsprutegeväret Madsen och den brittiska Lewiskulsprutan (som kom att bli den vanligaste lätta kulsprutan i lettiska armén). Den vanligaste tunga kulsprutan var den brittiska Vickerskulsprutan av 7.7 mm kaliber, även om man behöll en del ryska kulsprutor av typen PM M1910 i förråd. Generellt sett saknade armén automatvapen i alla kalibrar och de man hade var omoderna vid tiden för andra världskriget (de flesta vapnen var från första världskriget). Vad gäller tyngre vapen hade armén samlat ihop ett ganska stort antal artilleripjäser av olika kaliber, totalt ca 400 st (även om de flesta var både omoderna och hårt slitna). Det vanligaste vapensystemet för infanteriunderstöd var de brittiska artilleripjäserna Ordnance QF 18 pund och QF 4.5 tum haubits, även om man också hade förrådsställt flera modeller av franska, tyska och ryska artielleripjäser. År 1938 fick armén tillgång till den österrikiska pansarvärnskanonen Cannone da 47/32, ett vapensystem med tämligen god verkan mot de första stridsvagnstyperna under andra världskriget. I slutet på 1930-talet anskaffade man ett antal 81 mm granatkastare från Finland, men det är oklart hur många som faktiskt levererades och fanns i tjänst vid andra världskrigets utbrott.

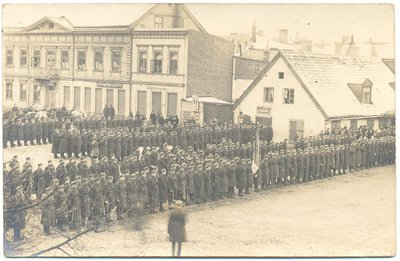
Lettiska soldater i Liepāja i november 1920

Den lettiska försvarsmakten saknade i princip helt tillgång till motorfordon och fick därför förlita sig på järnvägstransport och hästkärror. Försvarsledningen försökte råda bot på detta genom att i slutet av 1930-talet köpa in ett mindre antal bilar, lastbilar, artilleritraktorer och motorcyklar, men då andra världskriget började hade bara en liten del av försvarsmakten tillgång till motorfordon. Vad beträffar pansarfordon hade armén sex pansartåg, en Carden Loyd-tankett, sju pansarbilar och 24 stridsvagnar av olika typ och förmåga. Då andra världskriget började hade det lettiska flygvapnet cirka 30 jaktplan och spaningsplan, av vilka bara några av planen var de någorlunda moderna jaktplanen Gloster Gladiator. Situationen var i princip likadan i Lettland som för Estland, Litauen och Finland. Försvarsmakten fick också hjälp av den frivilliga skyddskåren Aizsargi.

### Andra världskriget och den sovjetiska ockupationen (1939–1991)

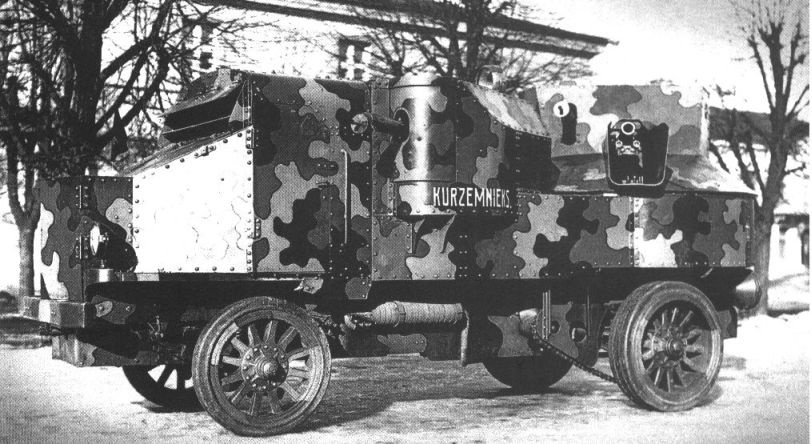
Pansarbil av typ Garford-Putilov under 1920-talet

Då andra världskriget bröt ut alla tre Baltstaterna ett stort gemensamt problem, det vill säga oförmågan att organisera ett effektivt militärt samarbete i händelse av en ny stor konflikt i området. Under mellankrigstiden hade den lettiska militärledningen inte varit särskilt intresserade av att ingå i ett samarbete med vare sig den estniska eller litauiska armén mot en möjlig fiende, utan den lettiska försvarsmakten bedrev sin verksamhet nästan helt isolerade, ovetande om vad Estland i norr och Litauen i söder gjorde. Detta kom att leda till bristfälliga och tveksamma ställningstaganden då man drog upp krigsplanläggningen mot såväl Nazityskland som Sovjetunionen, där man valde olika vägar beroende på angripare, något som berodde på att försvarsmaktens högsta ledning var osäkra på hur Estland och Litauen skulle agera i händelse av krig.
I och med den sovjetiska ockupationen i juni 1940 inleddes omvandlingen av försvarsmakten. Först gjordes en namnändring till Lettiska folkarmén (Latvijas Tautas armija) och sedan, i september-november 1940, gjordes ett nytt namnbyte, denna gång till Röda Arméns 24 infanterikår. I kåren ingick 181. och 183. infanteridivisionerna. Kåren bestod av 24 416 man, men under hösten 1940 kom mer än 300 officerare och cirka 10 000 instruktörer och soldater att hemförlovas. Under de kommande månaderna arresterades allt fler soldater. I juni 1940 kommenderades hela kåren till garnisonen i Litene för utbildning. Innan kåren lämnade Litene hemförlovades de letter som kallats in 1939 och ersattes med 4000 sovjetiska soldater från Moskvatrakten. Den 10 juni skickades kårens högsta ledning till Sovjetunionen där de arresterades och flertalet sköts. Den 14 juni arresterades minst 430 officerare och skickades till läger i Gulag. 
Efter Nazitysklands anfall på Sovjetunionen 22 juni 1940 demobiliserades över 2080 lettiska soldater fram till 1 juli, eftersom Röda armén befarade att de annars skulle vända sina vapen mot de sovjetiska kommissarierna och officerarna. Samtidigt deserterade många soldater och officerare, och när kåren till slut korsade gränsen mellan Lettland och Sovjetunionen var det bara 3000 lettiska soldater kvar. Under och efter andra världskriget bildade många tidigare soldater i den lettiska armen partisanförband och deltog i motståndsrörelsen i Baltikum som kämpade mot den sovjetiska ockupationen.

### Efter återupprättandet av självständigheten (1991–nutid)

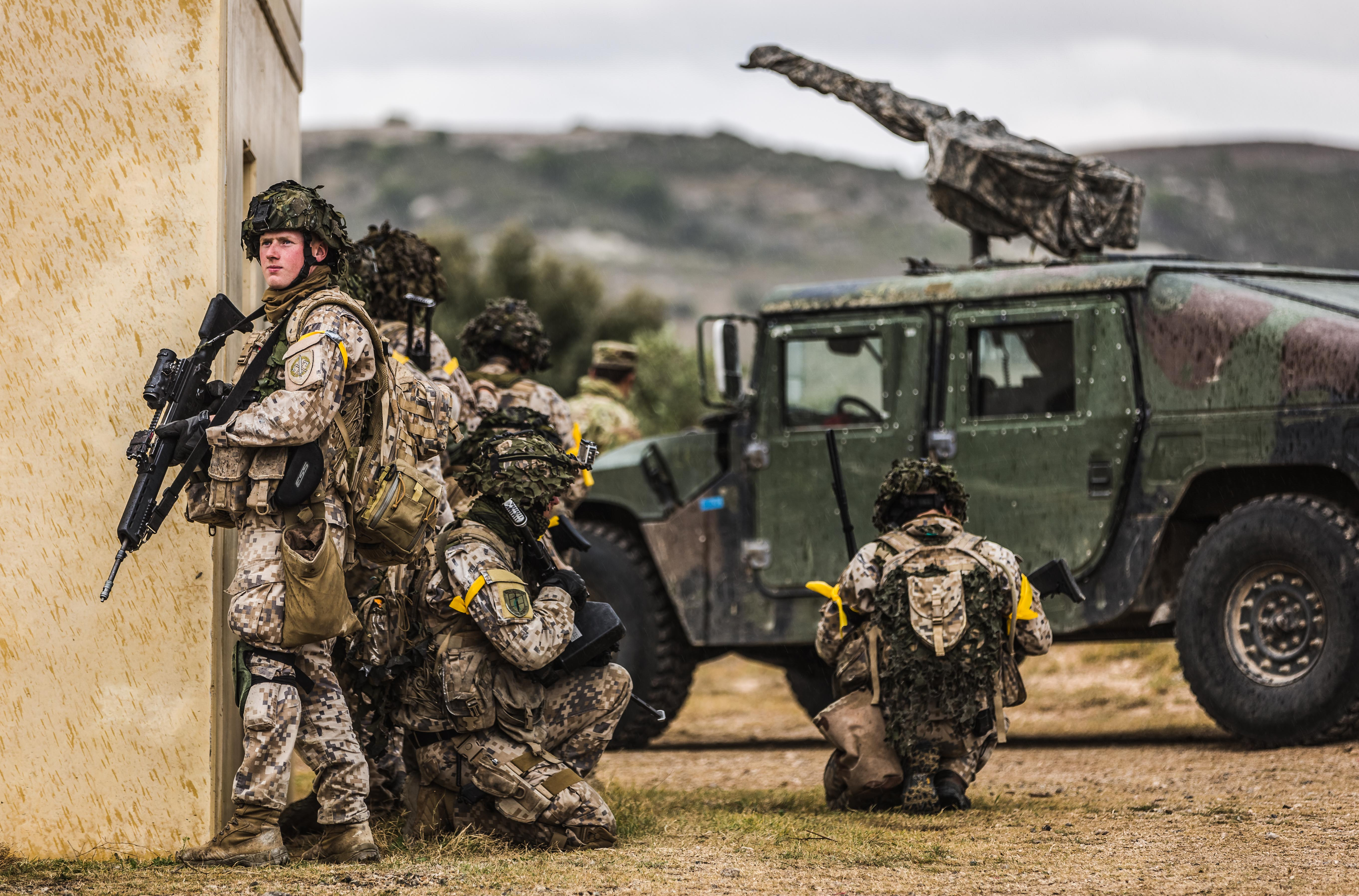
Lettiska soldater under Natoövningen "Trident Juncture 2015"

Ursprunget till de nuvarande lettiska väpnade styrkorna kan spåras till inrättandet av det lettiska nationalgardet eller Zemessardze den 23 augusti 1991, som fungerade som den första organiserade försvarsstyrkan efter återupprättandet av Lettlands självständighet. Till skillnad från andra sovjetrepubliker är det en av de militära styrkorna i de baltiska staterna som inte bildades från det baltiska militärdistriktet. Från början var de ombildade försvarsstyrkorna modellerade enligt Natos standarder med assistans från USA, Storbritannien, Sverige med flera.

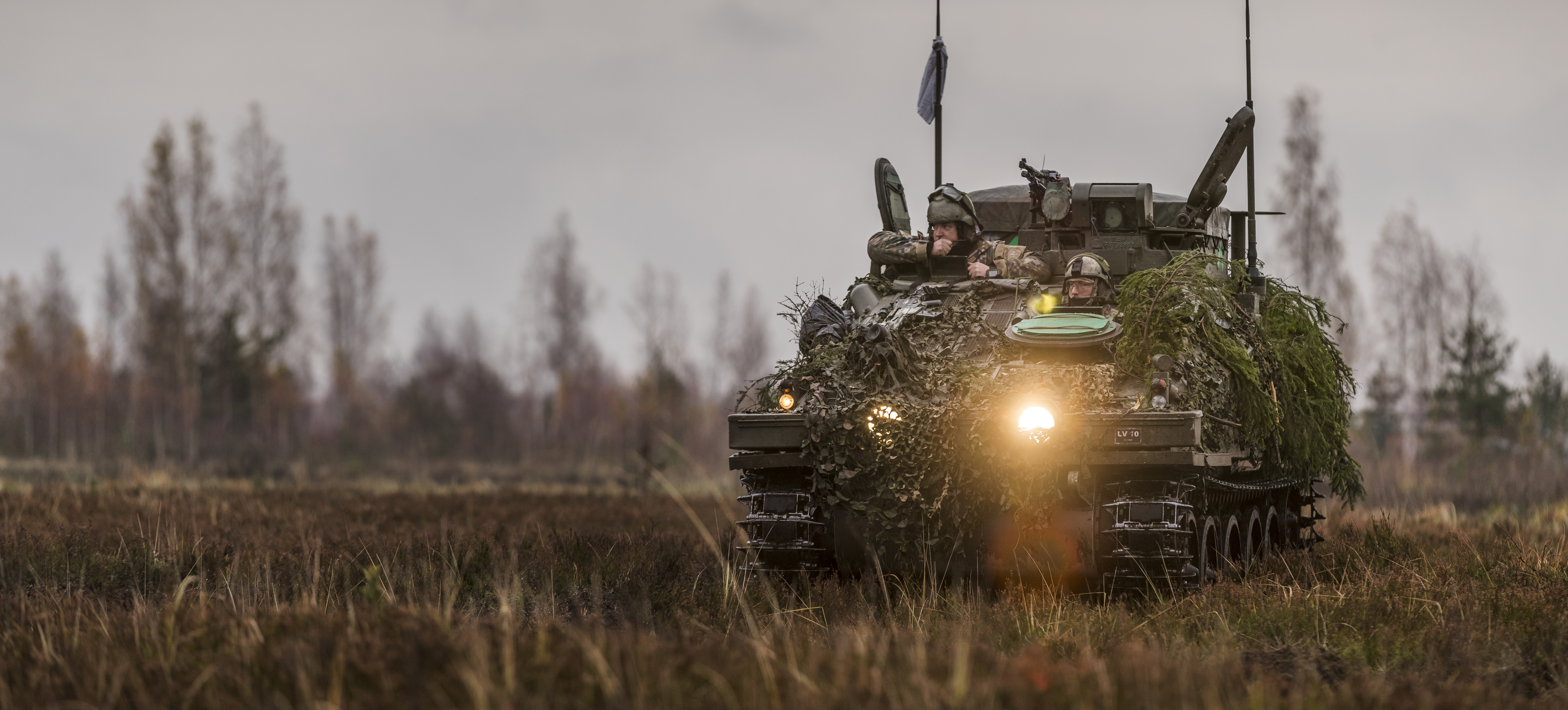
Lettiska soldater under övningen “Silver Arrow 2017”

Sedan man anslöt sig till Nato har Lettland arbetat med att uppfylla de krav som ställs på alla organisationens medlemmar, till exempel att ländernas förband ska vara beredda att snabbt sättas in och att de skall vara välbeväpnade och välutrustade för att delta i operationer även utanför Natos gränser. Landets försvar har också riktats om från att enbart vara tänkt att insättas innanför landets gränser, till att kunna ingå som del i en gemensam operation. Som ett led i detta har landets försvarsmakt deltagit i internationella operationer sedan 1996. Särskilda förband, till exempel sjukvårdsenheter, militärpolis, ammunitionsröjare, dykare och specialförband har satts upp för att underlätta och förstärka den lettiska försvarsmaktens deltagande i internationella uppdrag. Särskild vikt har lagts vid att sätta upp ett förband som skall upptäcka och åtgärda miljöeffekter från kärnkraft.
Ursprunget till de nuvarande lettiska väpnade styrkorna kan spåras till inrättandet av det lettiska nationalgardet eller Zemessardze den 23 augusti 1991, som fungerade som den första organiserade försvarsstyrkan efter återupprättandet av Lettlands självständighet. Till skillnad från andra sovjetrepubliker är det en av de militära styrkorna i de baltiska staterna som inte bildades från det baltiska militärdistriktet. Från början var de ombildade försvarsstyrkorna modellerade enligt Natos standarder med assistans från USA, Storbritannien, Sverige med flera.

## Natomedlemskap och modernisering
Ett anmärkningsvärt ögonblick i de väpnade styrkornas historia är anslutningen till Nordatlantiska fördragsorganisationen den 29 mars 2004, efter att Lettland fick en handlingsplan för medlemskap 1999 och slutligen en inbjudan till landet och sex andra länder under toppmötet i Prag 2002. Tidigare var Lettland med och grundade det nordatlantiska samarbetsrådet 1991 och gick med i programmet Partnerskap för fred 1994.
Sedan 1990-talet har personal från lettiska försvaret varit utplacerade till ett antal fredsbevarande, utbildnings- och stöduppdrag – Natos stabiliseringsstyrka i Bosnien och Hercegovina (SFOR) från 1996 till 2004; Kosovostyrkan (KFOR) från 2000 till 2009; Natos utbildningsuppdrag i Irak (NTM-I) från 2005 till 2006, International Security Assistance Force (ISAF) från 2003 till 2015, Resolute Support Mission från 2015 till 2021 och andra.

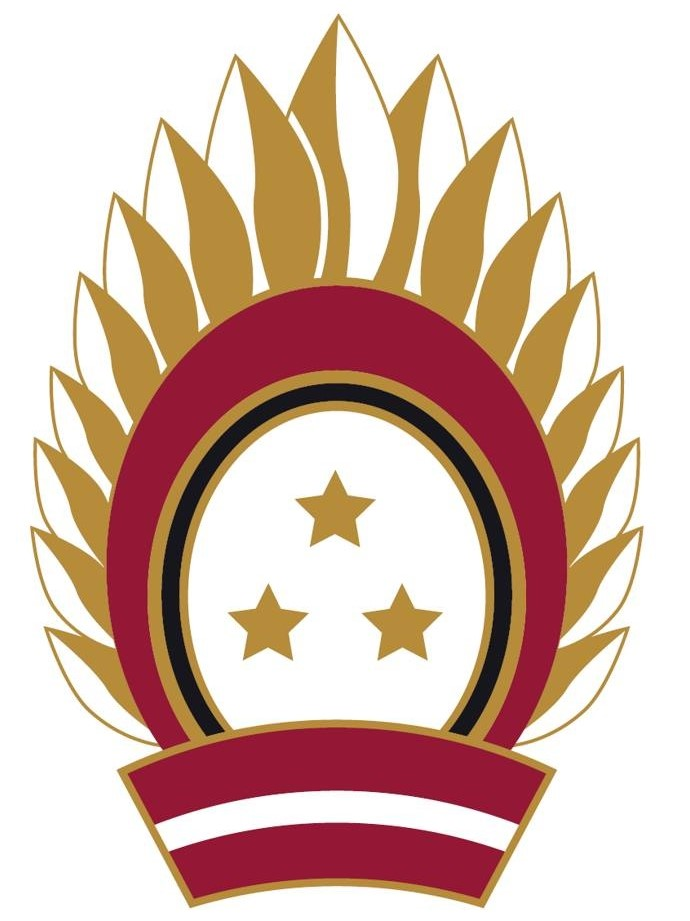
Kepsmärke på fältunformen.

2007 avskaffade Lettland värnplikten och bytte till en professionell, frivilligbaserad tjänstemodell. Men efter starten av det Rysk-ukrainska kriget 2014 dök uppmaningar om att återinföra obligatorisk militärtjänst igen, med Rysslands fullständiga invasion av Ukraina 2022 som ett avgörande lyft för detta momentum, trots initial skepsis från den högsta ledningen i och försvarsministeriet.
I juli 2022 tillkännagav försvarsminister Artis Pabriks en plan för återinförande av militärtjänstgöring – officiellt kallad National Defense Service (lettiska: Valsts aizsardzības dienests, VAD) – först på frivillig basis och sedan i obligatorisk form vid ett senare tillfälle för fysiskt och mentalt kapabla män från 18 till 27 år med början från januari 2023 Lettlands regering stödde planen i september, med nästa nödvändiga steg var godkännandet av Saeima. Regeringen stödde också den föreslagna övergångsperioden från 2023 till 2028, att tjänstgöringens längd skulle vara 10 månader och att tjänstgöringen kan skjutas upp till 26 års ålder. Alternativa tjänstealternativ skulle innebära tjänstgöring i en National Guard-enhet på deltid i 5 år; civiltjänst eller särskilda militära kurser för studenter.

## Exempel på materiel

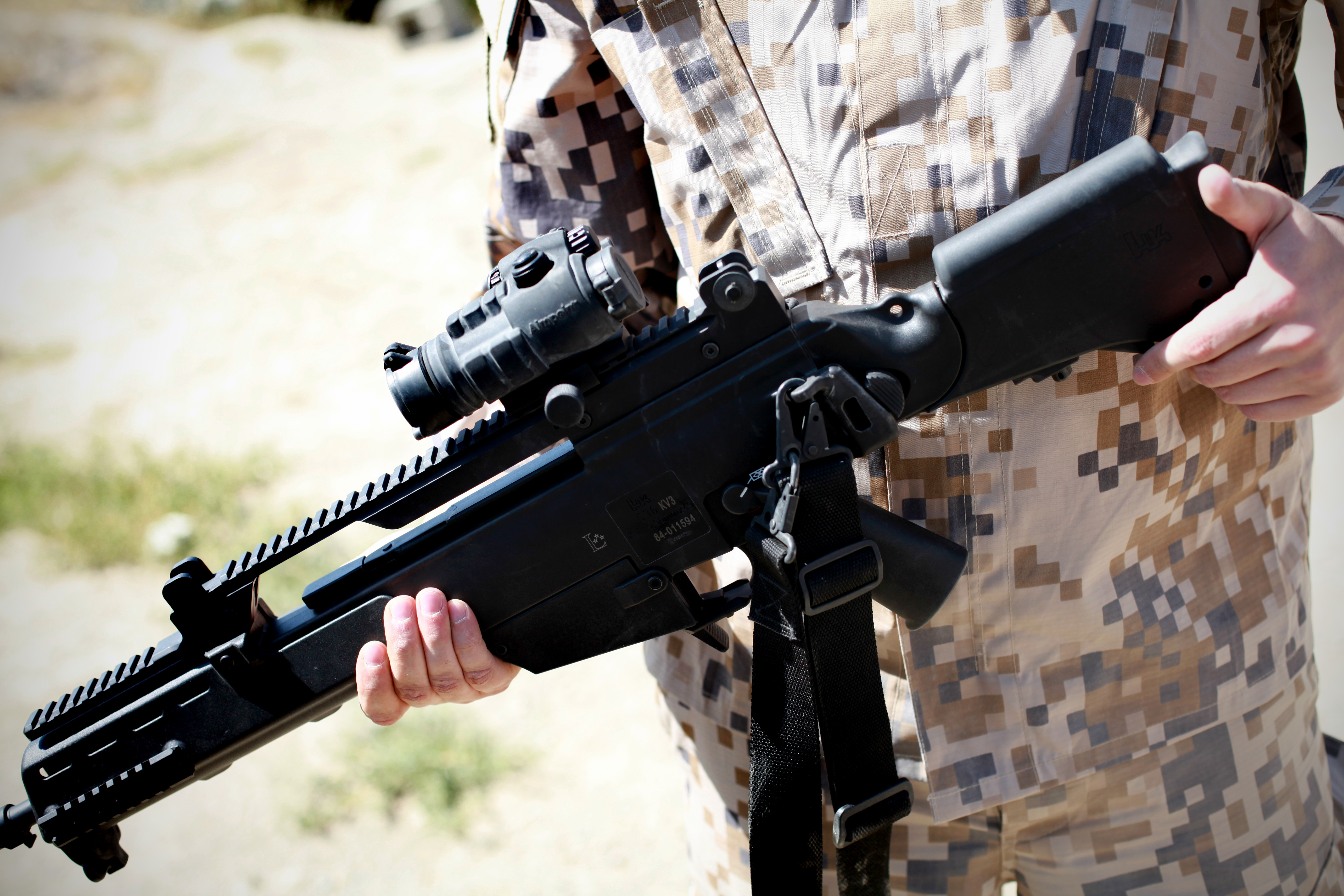
Heckler & Koch G36
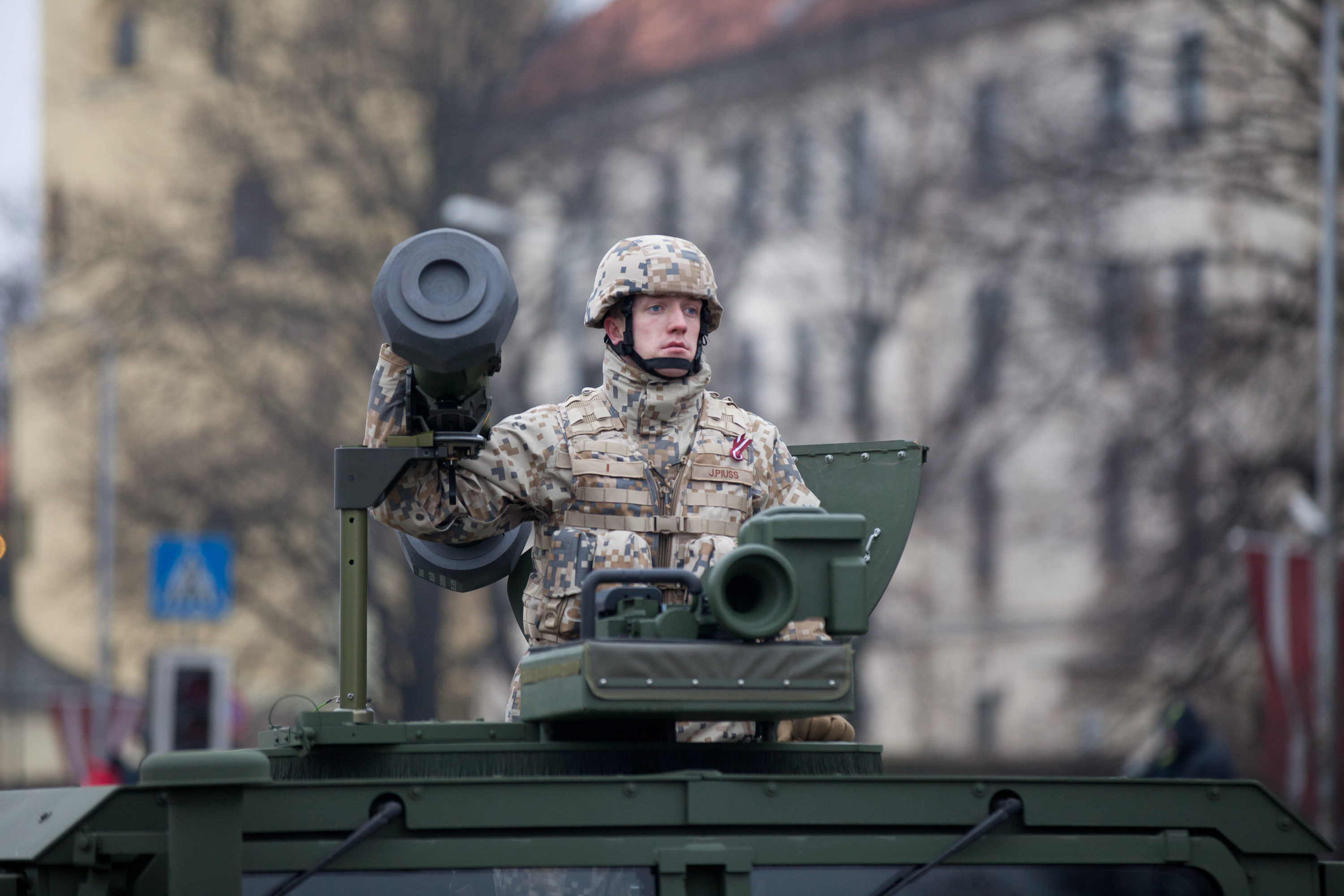
Spike ATGM
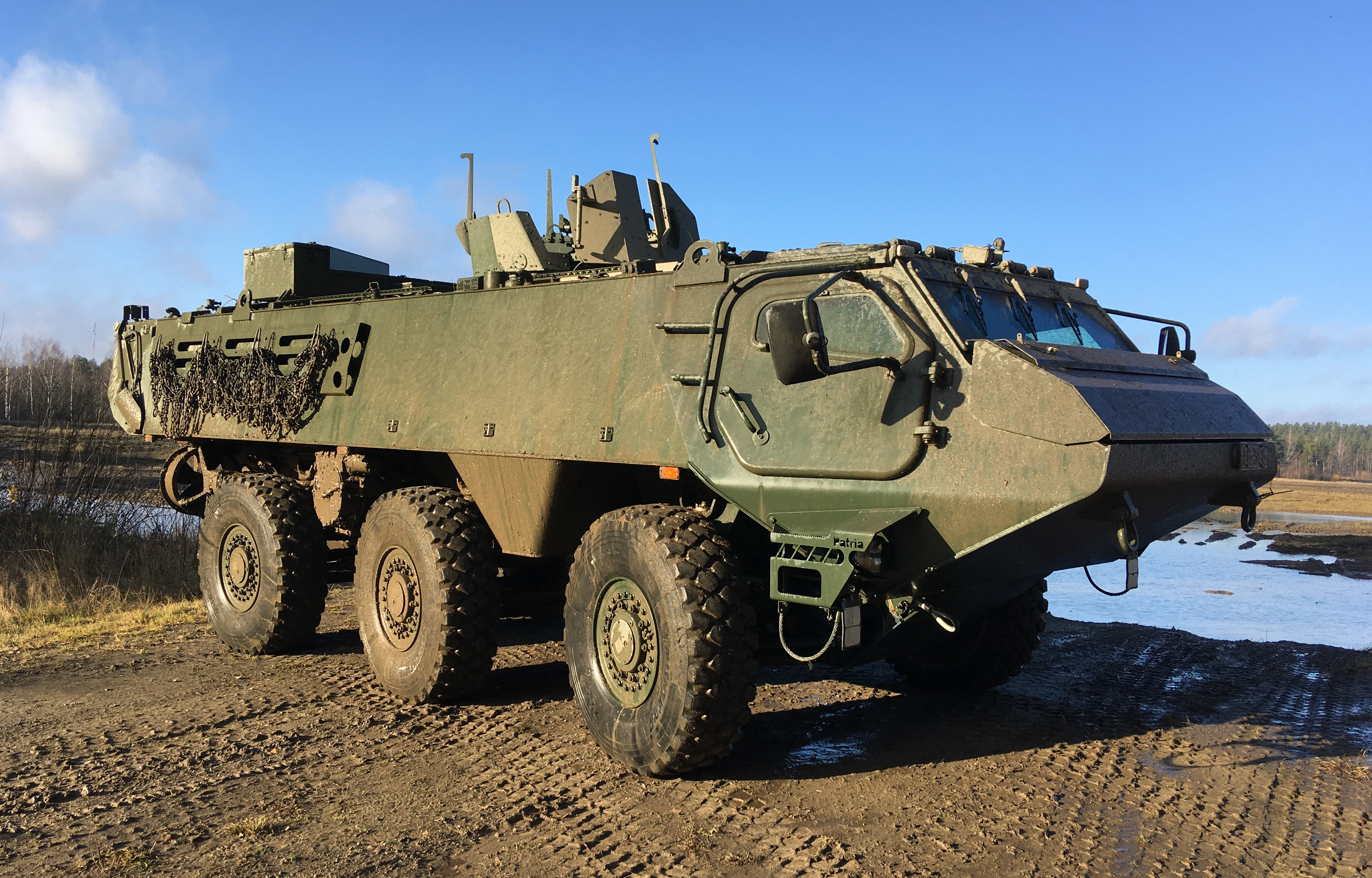
Patria 6×6
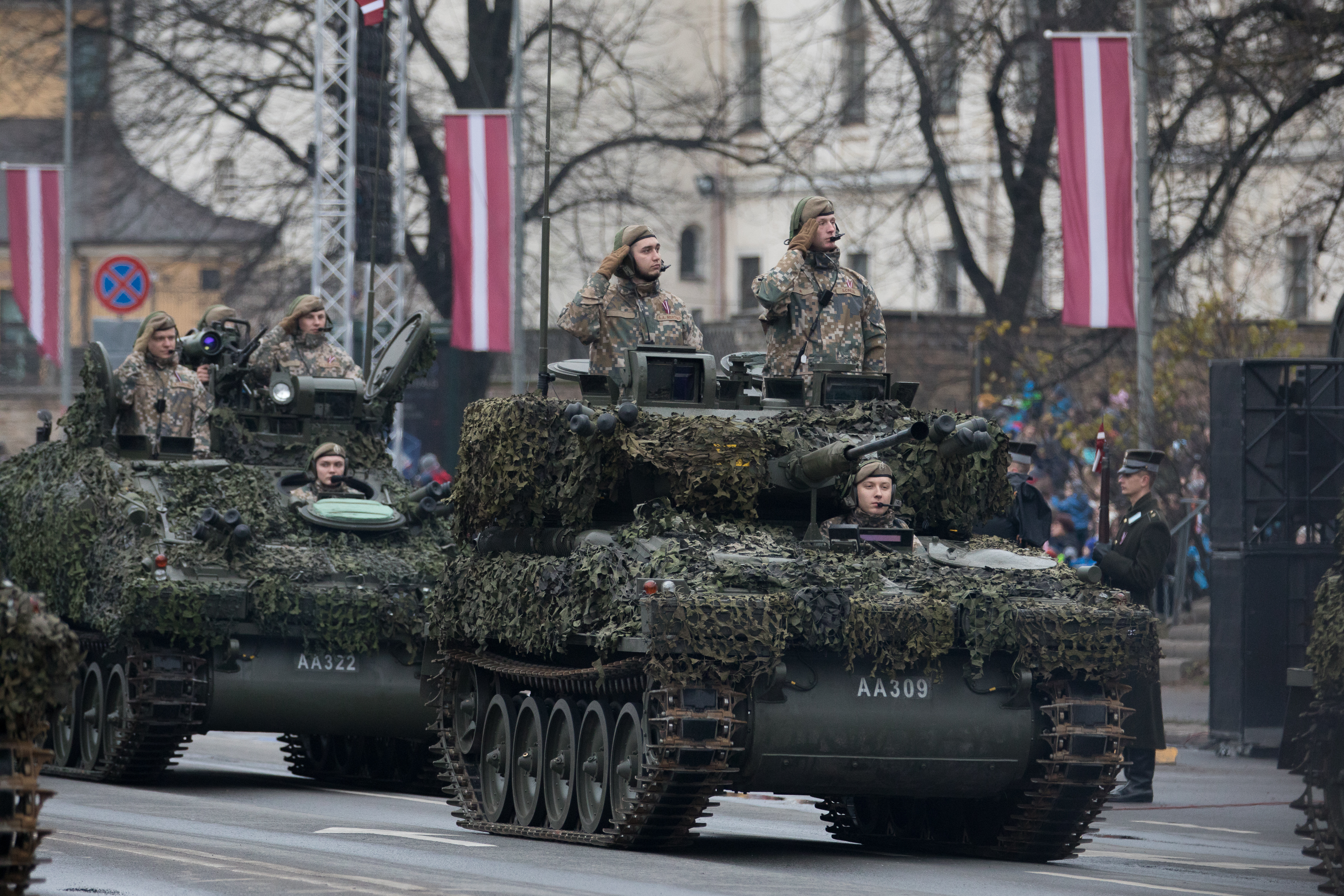
CVR(T)
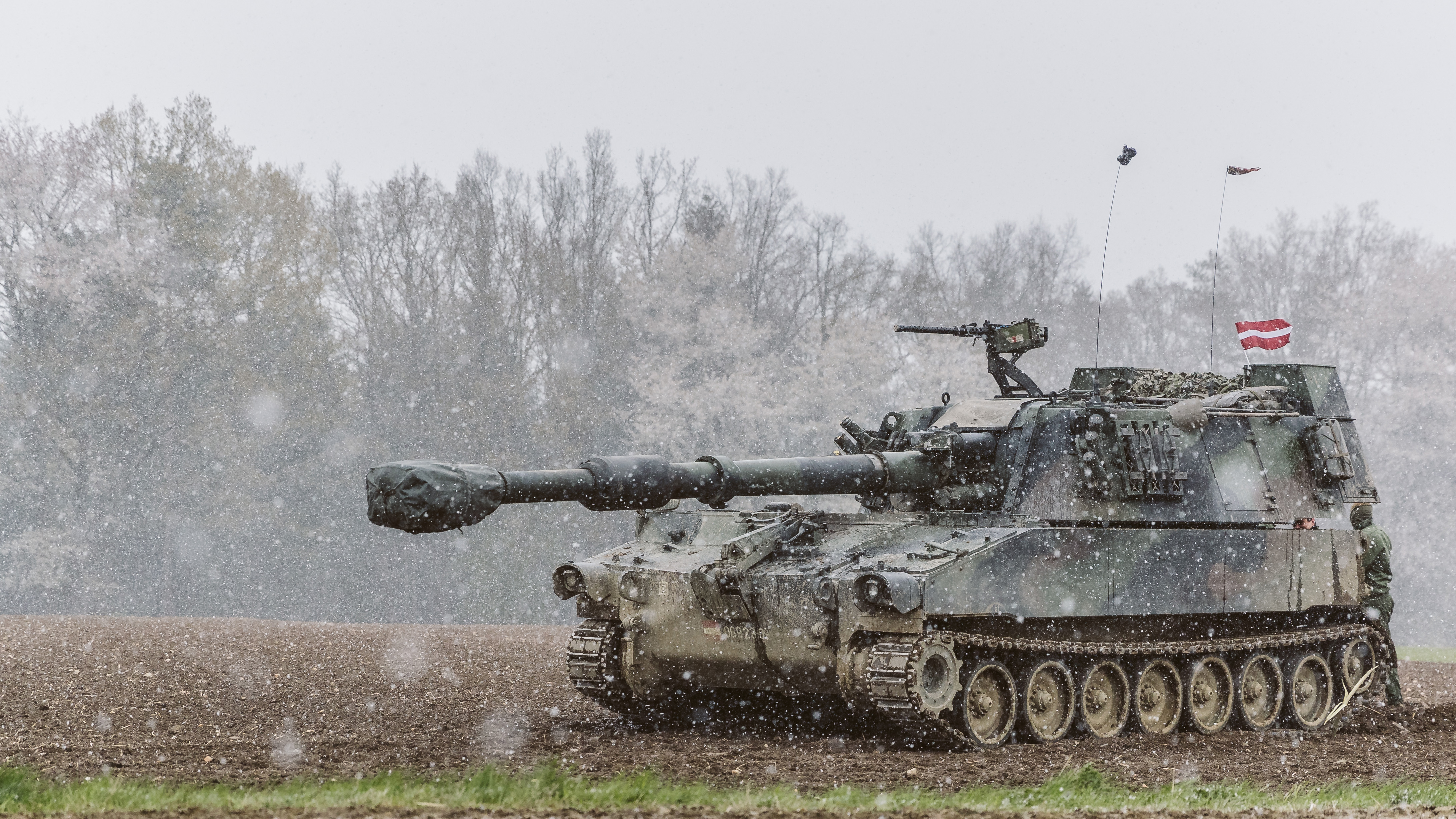
M109 haubits